# Sénéchaussée de Château-Gontier
La sénéchaussée de Château-Gontier est une juridiction territoriale créée dans la seconde moitié du XVIe siècle, dans la province d'Anjou avec la cité de Château-Gontier comme chef-lieu et siège du sénéchal.

Localisation de la sénéchaussée de Château-Gontier en Anjou

En 1551, Angers devient le Siège royal de la sénéchaussée principale de l'Anjou et présidial de la juridiction d’Angers de 1551 à 1790. La juridiction de la sénéchaussée d'Angers s'étend sur toute la partie occidentale de l'Anjou depuis les Mauges au Sud jusqu'au pays de Craon au Nord, au pays Fléchois au Nord-Est, à Château-la-Vallière et Bourgueil à l'Est. La province d'Anjou est divisée en sénéchaussées secondaires. Parmi celles-ci, la sénéchaussée secondaire de Château-Gontier qui fut créée en 1595.

## Géographie
La sénéchaussée de Château-Gontier s’étend sur une partie de la Mayenne angevine. Le pays de Craon demeure sous la juridiction directe de la sénéchaussée d'Angers.
Château-Gontier était le chef-lieu d'une des six pays d'élections de la province d'Anjou.
Château-Gontier présidait un des seize tribunaux spéciaux ou « greniers à sel » de l'Anjou. Sous l'Ancien Régime, les fonds judiciaires de l’Anjou faisaient partie des pays de grande gabelle.

## Histoire

### Révolution française
Lors de la Révolution française, la sénéchaussée de Château-Gontier, comme toutes les subdivisions administratives de l'Ancien Régime, fut démantelée. 
La généralité de Tours d'après le Règlement général du 24 janvier 1789 (États généraux) fut organisé avec un certain nombre de modification qui laissaient présager le démantèlement des anciennes provinces royales.
En effet, Le 11 novembre 1789, l'Assemblée Constituante brusque les choses en ordonnant aux députés des anciennes provinces de se concerter, afin de mettre en place un réseau de nouveaux départements d'environ 324 lieues carrées, soit 6 561 km² actuels.
Des réunions se tiennent aussitôt dans l'hôtel du duc de Choiseul-Praslin, député de la noblesse de la Sénéchaussée d'Angers. Une trentaine de députés (des trois provinces) présents envisagent de rétrocéder des territoires au Poitou et de subdiviser le domaine restant en quatre départements, autour des capitales traditionnelles, Tours, Angers et le Mans, et autour de la ville de Laval, qui récupérerait des terres du Maine et de l'Anjou, notamment le territoire de l'ancienne sénéchaussée de Château-Gontier et le pays craonnais qui constitueront le tiers sud du futur département de la Mayenne. Depuis, cette région se nomme la Mayenne angevine.
Le 12 novembre 1789, 25 députés (des trois provinces) approuvent ce partage, mais les deux représentants de Saumur, de Ferrières et Cigongne, se dissocient de cette décision. Ils les accusent de vouloir abandonner les cités de Château-Gontier, Craon, Château-la-Vallière et de Bourgueil. Le mécontentement grandit. Les populations manifestent leur attachement à l'Anjou. Malgré cette opposition populaire, les limites départementales sont fixées et les nouveaux départements sont constitués. L'Assemblée constituante entérine cette structure le 22 juin 1790 et le Roi le 25 juin 1790.